# Ceratophysella pratorum
Ceratophysella pratorum är en urinsektsart som först beskrevs av Alpheus Spring Packard 1873.  Ceratophysella pratorum ingår i släktet Ceratophysella och familjen Hypogastruridae. Inga underarter finns listade i Catalogue of Life.